# 곰의말채나무
곰의말채나무(Cornus macrophylla)는 층층나무과의 갈잎큰키나무이다.